# Niklaus Largier
Niklaus Largier (* 1957 in Schaffhausen) ist ein Schweizer Literaturwissenschaftler, Mediävist und Hochschullehrer. Er ist seit 2000 Professor an der Universität von Kalifornien, Berkeley.

## Leben
Largier studierte Germanistik, Philosophie und Russische Literatur in Zürich und Paris. 1983 erwarb er das Lizentiat. Von 1985 bis 1989 war er Assistent am Deutschen Seminar der Universität Zürich. 1989 promovierte er bei Alois Maria Haas mit einer Arbeit über den Zeitbegriff der Mystiker Meister Eckhart und Dietrich von Freiberg. Im akademischen Jahr 1992/93 war er Fellow am Getty Center und von 1993 bis 1996 Stipendiat des Schweizerischen Nationalfonds. In dieser Zeit entstand sein zweites Buch: eine Studie über mittelalterliche und frühneuzeitliche Erzählungen über den Philosophen Diogenes, die zugleich eine Quellensammlung ist. Von 1995 bis 2000 war Largier Professor für Philosophie an der DePaul University in Chicago. Seit 2000 ist er Professor für Germanistik und Komparatistik an der Universität von Kalifornien, Berkeley.
Er nahm Gastprofessuren in Harvard (2006), Konstanz (2013) und Princeton (2016) wahr und war Fellow am Wissenschaftskolleg zu Berlin (2010–11) und bei der Kolleg-Forschergruppe BildEvidenz (2014).

## Forschung
Largier ist ein Spezialist für die mittelalterliche und frühneuzeitliche Literatur. Wie bei seinem Lehrer Alois Haas liegt sein Schwerpunkt dabei auf der deutschsprachigen Mystik und besonders auf dem Werk von Meister Eckhart. Er untersucht auch, wie bei den mittelalterlichen Mystikern ausgebildete Konzepte in späteren Jahrhunderten bis hin zur postmodernen Philosophie rezipiert werden.
In einer kulturwissenschaftlichen Perspektive erforscht er die Geschichte der Affekte, der menschlichen Sinneserfahrungen, des erotischen Begehrens und der Fantasie. Dabei stehen das Verhältnis zwischen Rhetorik und Erfahrung, Körperinszenierungen, die Funktion exemplarischer Bilder sowie die Produktion affektiver und sinnlicher Erfahrung durch Praktiken des Gebets und der geistigen Übung im Vordergrund. Diese Perspektive kommt besonders in den Büchern Lob der Peitsche, Die Kunst des Begehrens und Figures of Possibility zur Geltung.
In seinem bislang letzten Forschungsprojekt untersucht er den Begriff des «Möglichen» ausgehend von Meister Eckhart und in Abgrenzung von Aristoteles’ Begriff der Potentialität und neuzeitlichen Utopie-Begriffen. Besonders geht er dabei auf Robert Musils Begriff des «Möglichkeitssinns» ein, aber auch auf Baumgartens Ästhetik, Novalis, Georg Lukács, Béla Balázs und Michel Foucault.

## Auszeichnungen
- 2015: Anneliese-Maier-Forschungspreis
- 2023: Ehrendoktorate der Georgischen Technischen Universität und der Universität Sugdidi (Georgien)[7]

## Publikationen

### Monografien
- Zeit, Zeitlichkeit, Ewigkeit. Ein Aufriss des Zeitproblems bei Dietrich von Freiberg und Meister Eckhart. Peter Lang, Bern 1989, ISBN 978-3-261-03999-6.
- Bibliographie zu Meister Eckhart. Universitätsverlag, Freiburg (Schweiz) 1989, ISBN 978-3-7278-0632-2.
- Diogenes der Kyniker. Exemplum, Erzählung, Geschichte im Mittelalter und in der Frühen Neuzeit. Mit einem Essay zur Figur des Diogenes zwischen Kynismus, Narrentum und postmoderner Kritik. Niemeyer, Tübingen 1997, ISBN 978-3-11-183682-9.
- Lob der Peitsche. Eine Kulturgeschichte der Erregung. C. H. Beck, München 2001, ISBN 978-3-406-48093-5.
- Die Kunst des Begehrens. Dekadenz, Sinnlichkeit und Askese. C. H. Beck, München 2007, ISBN 978-3-406-55808-5.
- Zeit der Möglichkeit. Robert Musil, Georg Lukács, und die Kunst des Essays. Wehrhahn, Hannover 2016, ISBN  978-3-86525-487-0.
- Spekulative Sinnlichkeit. Kontemplation und Spekulation im Mittelalter. Chronos, Zürich 2018, ISBN 978-3-0340-1471-7.
- Figures of Possibility. Aesthetic Experience, Mysticism, and the Play of Sensation. Stanford University Press, Stanford 2022, ISBN 978-1-5036-3043-7.

### Herausgeberschaft
- (Mithrsg.): Contemplata aliis tradere. Studien zum Verhältnis von Literatur und Spiritualität. Peter Lang, Bern 1995, ISBN 978-3-906753-91-1.
- mit Claudia Brinker: Homo medietas. Aufsätze zu Religiosität, Literatur und Denkformen des Menschen vom Mittelalter bis in die Neuzeit. Festschrift für Alois Maria Haas zum 65. Geburtstag. Peter Lang, Bern 1999, ISBN 978-3-906760-81-0.
- mit Anja Lemke: Theorien des Möglichen. August, Köln 2022, ISBN 978-3-941360-74-7.

### Edition
- Das Buch von der geistigen Armut. Eine mittelalterliche Unterweisung zum vollkommenen Leben. Aus dem Mittelhochdeutschen übertragen und mit einem Nachwort und Anmerkungen von Niklaus Largier. Artemis, Zürich 1989, ISBN 978-3-7608-0746-1.
- Meister Eckhart u. a.: Paradisus anime intelligentis (Paradis der fornuftigen sele). Aus der Oxforder Handschrift Cod. Laud. Misc. 479 nach E. Sievers’ Abschrift hrsg. von Philipp Strauch. Nachdruck der Ausgabe von 1919 hrsg. und mit einem Nachwort von Niklaus Largier und Gilbert Fournier. Weidmann, Hildesheim 1998, ISBN 3-615-00197-4.
- Meister Eckhart: Werke. 2 Bände. Deutscher Klassiker Verlag, Frankfurt a. M. 1993. 
  - Band 1: Deutsche Werke I (= Bibliothek deutscher Klassiker. Bibliothek des Mittelalters. 20). Deutscher Klassiker Verlag, Frankfurt a. M. 1993, ISBN 978-3-618-68024-6.
  - Band 2: Deutsche Werke II. Lateinische Werke (= Bibliothek deutscher Klassiker. Bibliothek des Mittelalters. 21), Deutscher Klassiker Verlag, Frankfurt a. M. 1993, ISBN 978-3-618-68025-3.